# 上田夕紀華 (小惑星)
上田夕紀華（うえだゆきか、34123 Uedayukika）は小惑星帯の小惑星。美星スペースガードセンターのBATTeRSプロジェクトで発見された。
2008年の「宇宙の日」の絵画コンテストで入賞した、名古屋市立名塚中学校の当時2年生、上田夕紀華から命名された。